# Селище Механізаторів (Владимирська область)
Механізаторів (рос. Механизаторов) — селище, підпорядковане місту Мурому Владимирської області Російської Федерації.
Населення становить 2227 осіб (2010).

## Історія
Населений пункт розташований на землях фіно-угорських народів муроми та мещери.
Згідно із законом від 13 травня 2005 року увійшло до складу муніципального утворення місто Муром.

## Населення
| 2002 | 2010  |
| ---- | ----- |
| 2337 | ↘2227 |